# Alfonso Frederico
Alfonso Frederico (em catalão: N'Anfós Frederic d'Aragó; em castelhano: Alfonso Fadrique; m. 1338) foi o filho mais velho e ilegítimo de Frederico II da Sicília. Ele serviu como vigário-geral do Ducado de Atenas de 1317 até 1330.

## Vida
Alfonso foi o primeiro vigário-geral proclamado por seu pai em 1317 e enviado para governar Atenas em nome de seu meio-irmão mais jovem Manfredo. Ele chegou ao Pireu com 10 galés mais tarde naquele ano, mas Manfredo morreu e foi sucedido por outro irmão, Guilherme II. No ano de sua chegada, Frederico casou-se com Maria de Verona, filha de Bonifácio de Verona, assim colocando-o como senhor chefe da Eubeia. Por seu casamento, também adquiriu direitos nos castelos de Larmena, Caristo, Zetúnio e Gardici.
Nos dois anos seguintes, Frederico guerreou com a República de Veneza e invadiu a cidade de Negroponte com turcos após a morte de Bonifácio de Verona. Em 1318, João II Ducas, o sebastocrator de Neopatras, morreu e Frederico invadiu a Tessália. Ele tomou controle de seus castelos em Zetúnio e Gardici e conquistou Neopatras, Siderocastro, Lidorício, Dômoco e Farsalo. Ele conquistou o palácio dos Ducas em Neopatras e tomou o título de vigário-geral do Ducado de Neopatras. Ele construiu uma torre nesse castelo.
Em 1330, Alfonso foi libertado de seus deveres como vigário-geral e substituído por Odão de Novelles. Ele foi compensado com os condados sicilianos de Malta e Gozo. Ele morreu em 1338 e deixou cinco filhos e  duas filhas: Pedro; Jaime, pai de Luís Frederico; Guilherme, senhor de Livadeia; Bonifácio, senhor de Egina, Piada e Caristo; João, senhor de Salamina; Simona, que casou-se com Jorge II Ghisi; e Juana.